# Fomperron
Fomperron é uma comuna francesa na região administrativa da Nova Aquitânia, no departamento de Deux-Sèvres. Estende-se por uma área de 17,4 km². Em 2010 a comuna tinha 423 habitantes (densidade: 24,3 hab./km²).